# 神田事件 (北朝鮮工作員)
神田事件（かんだじけん）とは、朝鮮民主主義人民共和国から潜入したスパイが日本国内で活動および逮捕された事件。1965年（昭和40年）3月15日摘発（検挙）。京都府下の海岸から密入国した北朝鮮工作員、石田源作こと李龍鉄が在日韓国人の獲得工作と日本・韓国の軍事情報の収集をおこなっていたスパイ事件である。

## 概要
李龍鉄は1934年（昭和9年）に渡日して早稲田実業学校等にも在学した経歴をもつが、終戦とともに北朝鮮に引きあげ、当地で協同消費組合の幹部をしていた。約3年間の工作員教育を受けたのち1964年（昭和39年）に北朝鮮工作員として召喚され、日本および大韓民国の政治・軍事情報の収集、在日韓国人の北朝鮮工作員としての獲得、イギリス領香港を中継基地とする貿易土台の構築および活動資金の調達などの任務を帯びて、1964年8月1日、京都府与謝郡伊根町蒲入周辺の海岸から密入国した。
李龍鉄は、東京都千代田区神田地内で喫茶店を経営する在日韓国人の鄭（チョン）を工作員として獲得し、鄭の協力を得て新宿区内のアパートをアジトとして北朝鮮からの暗号指令通信を傍受しながら工作活動を行っていた。1964年12月、李龍鉄が上陸時に山中に埋めた無線機などを鄭が掘り出したことから工作活動が発覚した。警視庁は李龍鉄を1965年3月1日に逮捕し、無線機、乱数表を押収した。7月14日、東京地方裁判所は李龍鉄に対し、出入国管理令および外国人登録法違反で懲役1年の実刑判決を下した。なお、李龍鉄は、翌1966年、北朝鮮に自費で出国した。